# أوفاكيم

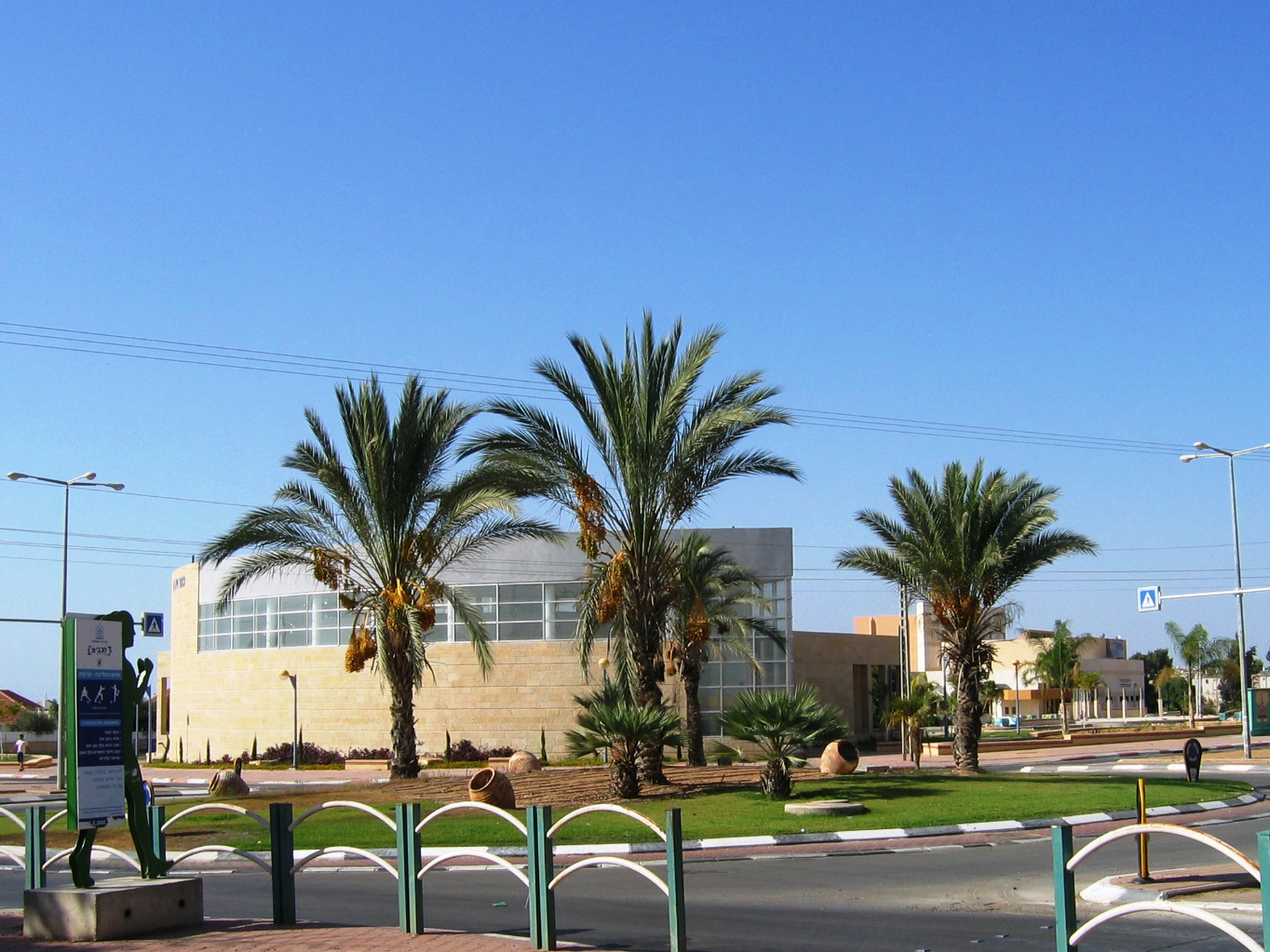
مدينة أوفاكيم.

أوفقيم (بالعبرية: אֳפָקִים) مستوطنة إسرائيلية تقع في صحراء النقب غرب بئر السبع. تأسست عام 1955 على أراضي خربة فطيس ويبلغ عدد سكانها اليوم قرابة 25,000 نسمة. وقد تعرضت للقصف بعشرات الصورايخ التابعة للمقاومة الفلسطينية مؤخراً بسبب قربها من قطاع غزة.